# Robert Scott Hicks
Robert Scott Hicks (Uganda, 4 de março de 1953) é um diretor nomeado ao Óscar da Austrália Meridional.
Hicks se formou na Universidade de Flinders na Austrália Meridional em 1975 e recebeu o título de Doutor Honoris Causa em 1997. Nasceu e cresceu no Leste da África, Scott viveu com sua esposa, a produtora Kerry Heysen, e com dois filhos, Scott e Jethro em Adelaide, Austrália Meridional.

## Carreira
Depois de trabalhar em Lembranças de um verão em 2001, Hicks decidiu tirar férias e aproveitar a vida em casa. Nesse tempo, ele trabalha em comerciais de televisão. Mais de seis anos depois, Hicks retornou como diretor no filme Sem reservas, e depois no filme GLASS, a portrait of Philip in twelve parts. Seu novo projeto é The Boys are back in Town, uma co-produção entre Inglaterra e Austrália com Clive Owen.

## Filmografia
- Down the Wind (1975)
- Freedom (1982)
- The INXS: Swing and Other Stories (1985) (V)
- Call Me Mr. Brown (1986)
- Sebastian and the Sparrow (1990)
- Finders Keepers (1991) série de TV
- The Space Shuttle (1994) (TV)
- Shine (1996)
- Snow Falling on Cedars (1999)
- Hearts in Atlantis (2001)
- No Reservations (2007)
- Glass: A Portrait of Philip in Twelve Parts (2007)
- The Boys Are Back (2009)
- The Lucky One (2012)
- Fallen (2016)